# بوجانگای شکم‌سفید
بوجانگای شکم‌سفید (نام علمی: Dicrurus caerulescens) نام یک گونه از تیره بوجانگا است.

## نگارخانه

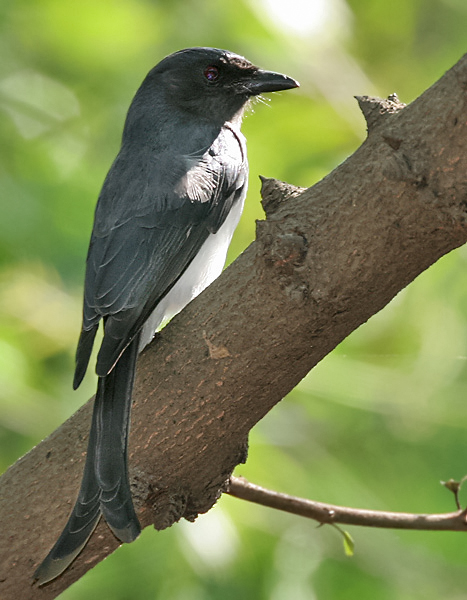
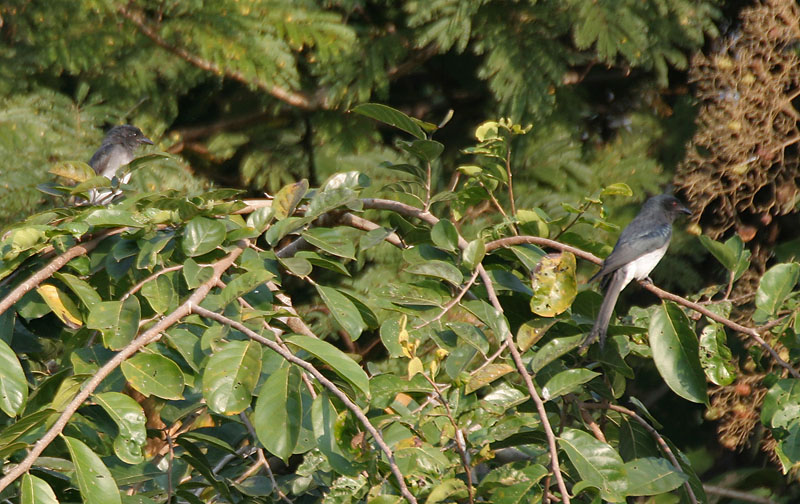